# Южен отряд (1913)
Вижте пояснителната страница за други значения на Южен отряд.
Южният отряд е българско армия военно формирование, разположено в Източна Тракия за защита от османско нашествие по време на Междусъюзническата война.
Включва гарнизона на Одринската крепост и Окупационния корпус в Тракия (2 бригади от Десета пехотна дивизия), обединени на 6 юли (19 по нов стил) 1913 г. под командването на генерал Вълко Велчев.
Разпръснат в гарнизони на изток и запад от долното течение на Марица и далеч по-малоброен от османските армии, които прекосяват граничната линия Мидия-Енос в началото на юли, Южният отряд отстъпва без сериозна съпротива българските завоевания в Тракия от Първата балканска война, в това число и Одрин (на 10 юли).